# Челмсфорд (Массачусетс)
Челмсфорд (англ. Chelmsford) — місто (англ. town) в США, в окрузі Міддлсекс штату Массачусетс. Населення — 36 392 особи (2020).

## Демографія
Згідно з переписом 2010 року, у місті мешкали 33 802 особи в 13 313 домогосподарствах у складі 9328 родин. Було 13807 помешкань
Расовий склад населення:
| - 88,6 % — білих - 8,4 % — азіатів - 1,1 % — чорних або афроамериканців - 0,1 % — корінних американців |

До двох чи більше рас належало 1,4 %. Частка іспаномовних становила 2,0 % від усіх жителів.
За віковим діапазоном населення розподілялося таким чином: 23,1 % — особи молодші 18 років, 60,7 % — особи у віці 18—64 років, 16,2 % — особи у віці 65 років та старші. Медіана віку мешканця становила 43,2 року. На 100 осіб жіночої статі у місті припадало 93,9 чоловіків;  на 100 жінок у віці від 18 років та старших — 90,2 чоловіків також старших 18 років.
Середній дохід на одне домашнє господарство  становив 124 761 долар США (медіана — 106 432), а середній дохід на одну сім'ю — 148 119 доларів (медіана — 133 677). Медіана доходів становила 87 586 доларів для чоловіків та 66 449 доларів для жінок. За межею бідності перебувало 3,6 % осіб, у тому числі 2,6 % дітей у віці до 18 років та 4,3 % осіб у віці 65 років та старших.
Цивільне працевлаштоване населення становило 18 647 осіб. Основні галузі зайнятості: освіта, охорона здоров'я та соціальна допомога — 23,9 %, науковці, спеціалісти, менеджери — 18,6 %, виробництво — 15,7 %.